# Репинка (Псковская область)
Репинка — деревня в Бережанской волости Островского района Псковской области.
Расположена на левом берегу реки Щепец (правый приток Великой), в 8 км к северо-западу от центра города Остров и в 2 км к северу от деревни Рубилово.
Численность населения деревни по состоянию на 2000 год составляла 1 человек.
До 2005 года деревня входила в состав ныне упразднённой Калининской волости с центром в д. Рубилово.